# Колонна, Стефано
Колонна, Стефано (итал. Stefano Colonna; ум.: 1379) — итальянский кардинал, сын Пьетро из рода Колонна, брат кардинала Агапито Колонна (ум. 1378) и племянник Джакомо Колонна (сенатор Рима с 6.9.1335).

## Биография
Был губернатором Анконской марки, затем легатом Папы Римского Григория XI в Генуе, выступал в роли посредника в переговорах о мире между дожем Генуи и королём Кипра. Проректор Санкт-Омер, епархии Теруан.
18 сентября 1378 года Папа Римский Урбан VI назначил его кардиналом.
Умер в 1379 году в Риме. Похоронен в гробнице семьи Колонна в часовне Рождества патриаршей Либерийской базилики в Риме.